# Pottsville Beach
Pottsville Beach  är en del av en befolkad plats i Australien. Den ligger i kommunen Tweed och delstaten New South Wales, i den sydöstra delen av landet, omkring 650 kilometer norr om delstatshuvudstaden Sydney. Orten hade 2 576 invånare år 2001.
Närmaste större samhälle är Banora Point, omkring 20 kilometer norr om Pottsville . Genomsnittlig årsnederbörd är 1 876 millimeter. Den regnigaste månaden är januari, med i genomsnitt 327 mm nederbörd, och den torraste är oktober, med 40 mm nederbörd.